# São Salvador do Campo
São Salvador do Campo ist ein Ort und eine ehemalige Gemeinde (Freguesia) im Norden Portugals.
São Salvador do Campo gehört zum Kreis Santo Tirso im Distrikt Porto. Die Gemeinde hatte eine Fläche von 0,95 km² und 1196 Einwohner (Stand 30. Juni 2011).
Am 29. September 2013 wurden die Gemeinden São Salvador do Campo, Negrelos (São Mamede) und Campo (São Martinho) zur neuen Gemeinde União das Freguesias de Campo (São Martinho), São Salvador do Campo e Negrelos (São Mamede) zusammengeschlossen.